# Ommegang de Malines

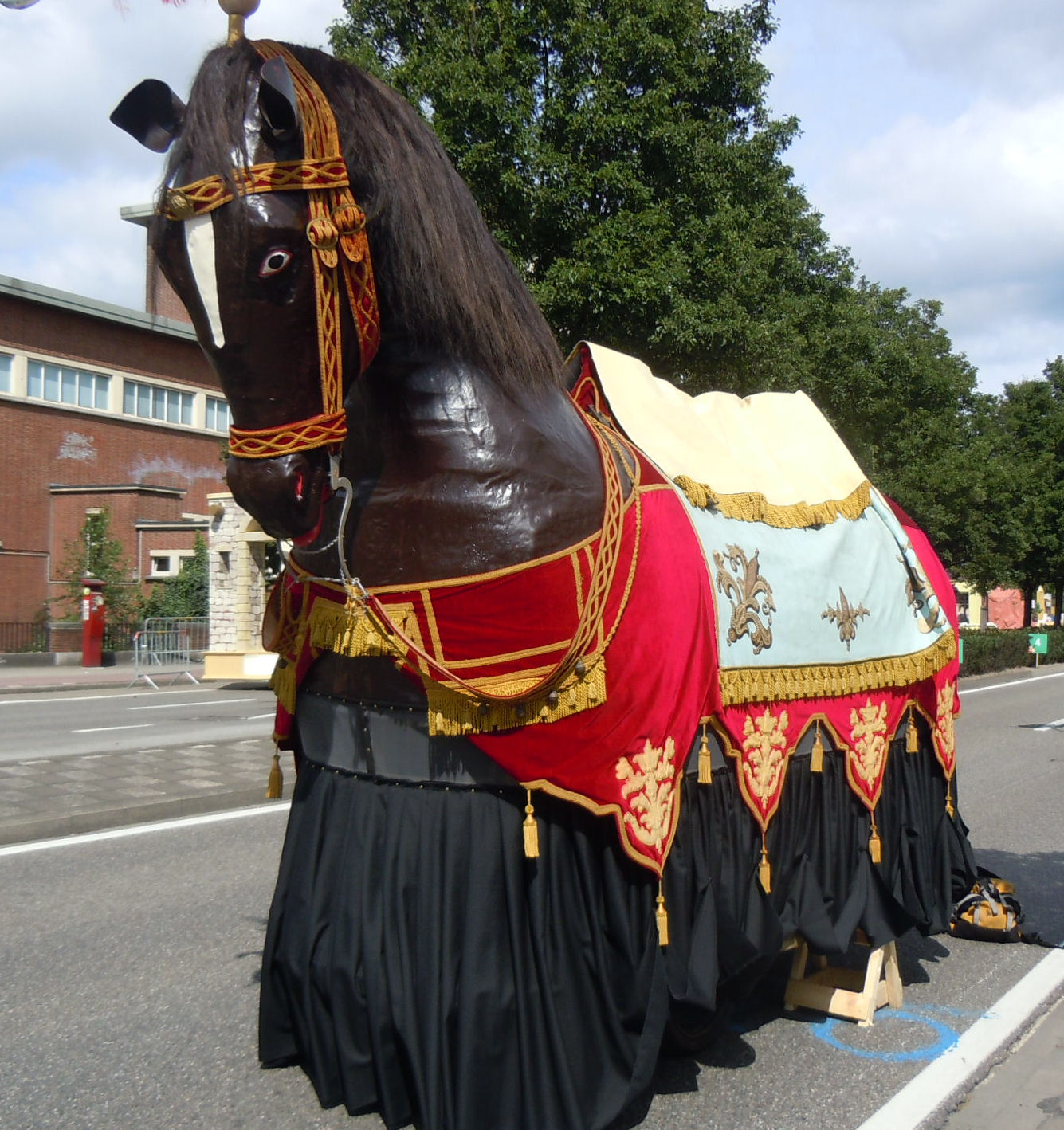
Le cheval Bayard de Malines dans l'Ommegang de Malines en 2013.

Pour les articles homonymes, voir Ommegang.
L'Ommegang de Malines est une antique activité culturelle et festive qui se déroule en la ville de Malines.
Sur la mélodie de la chanson du géant (« Kere weer-om, reuzeke, Reuzeke, kere weer-om, Reuzegom »), un cortège de géants accompagnés de chars traverse la ville et cela depuis avant 1492.
L'ommegang de Malines a vu son caractère authentique et traditionnel reconnu par l'UNESCO qui lui a donné le titre de Patrimoine culturel immatériel de l'humanité (Géants et dragons processionnels de Belgique et de France).